# Love Is the Thing
Love Is the Thing è un album di Etta Jones, pubblicato nel 1961 dalla Prestige Records.
Disco praticamente identico a Something Nice, tranne l'ordine numerico dei brani.

## Tracce
Lato A
1. Easy Living – 4:55 (Ralph Rainger, Leo Robin) – Registrato il 16 settembre 1960.
2. That's All There Is to That – 4:00 (Clyde Otis, Kelly Owens) – Registrato il 16 settembre 1960.
3. I Only Have Eyes for You – 3:14 (Al Dubin, Harry Warren) – Registrato il 16 settembre 1960
4. Canadian Sunset – 2:37 (Norman Gimbel, Eddie Heywood) – Registrato il 16 settembre 1960
5. Almost Like Being in Love – 2:44 (Alan jay Lerner, Frederick Loewe) – Registrato il 16 settembre 1960.
6. And Maybe You'll Be There – 3:41 (Rube Bloom, Sammy Gallop) – Registrato il 30 marzo 1961
7. Till There Was You – 2:08 (Meredith Wilson) – Registrato il 30 marzo 1961
8. My Heart Tells Me – 2:52 (Mack Gordon, Harry Warren) – Registrato il 30 marzo 1961
9. Love Is the Thing – 3:43 (Ned Washington, Victor Young) – Registrato il 30 marzo 1961
10. Through a Long and Sleepless Night – 2:57 (Mack Gordon, Alfred Newman) – Registrato il 30 marzo 1961

## Musicisti
Brani 1, 2, 3, 4 & 5
- Etta Jones - voce
- Oliver Nelson - sassofono tenore (solo nel brano : 01)
- Lem Winchester - vibrafono (solo nei brani : 01 & 04)
- Richard Wyands - pianoforte
- George Duvivier - contrabbasso
- Roy Haynes - batteria

Brani 6, 7, 8, 9 & 10
- Etta Jones - voce
- Jimmy Neely - pianoforte
- Wally Richardson - chitarra
- Michel Mulia - contrabbasso
- Rudy Lawless - batteria